# Walmiki

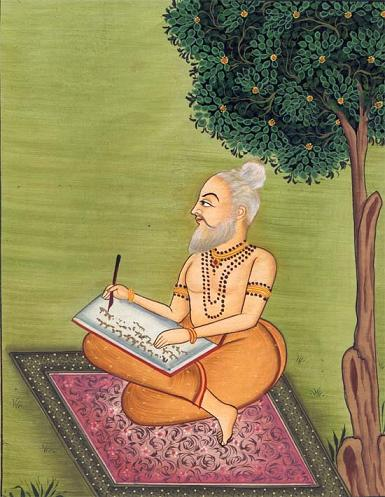
Walmiki spisujący Ramajanę

Walmiki (dewanagari वाल्मीकि, ang. Valmiki) – starożytny ryszi (mędrzec) i święty indyjski. O jego życiu nic nie wiadomo. Według tradycji miał być byłym rozbójnikiem, który w ramach pokuty tak długo siedział w bezruchu, aż mrówki pokryły jego ciało. Przypisuje mu się autorstwo Ramajany, a także wynalezienie najważniejszego metrum poezji sanskryckiej – śloki.